# Marco Dolcetta
Marco Capuzzo Dolcetta (Milano, 10 marzo 1951 – Roma, 18 gennaio 2017) è stato uno scrittore, storico e regista italiano.

## Biografia
Marco Capuzzo Dolcetta si è laureato in Scienze Politiche all'Università degli Studi di Roma La Sapienza con una tesi in Filosofia della politica: Sartre, la scelta e l’inconscio in politica: la critica della Ragion Dialettica. È stato allievo di Raymond Aron e di Marc Ferro.
Ha collaborato con diversi nomi illustri del giornalismo e nell’ambito culturale a livello mondiale. Con il critico d’arte Federico Zeri dal 1999 ha realizzato la collana di saggi One hundred painting series.
Dolcetta è autore di numerose opere di ricerca storica, religiosa ed esoterica. Tra queste, il saggio di storia contemporanea sul Nazionalsocialismo esoterico. Studi iniziatici e misticismo messianico nel regime hitleriano pubblicato nel 2002. Nel 2005 ha pubblicato un'opera sui discorsi radiofonici di Ezra Pound: Ezra Pound. Discorsi radiofonici 1941-1943. Uno dei suoi libri più noti è Gli Spettri del Quarto Reich, pubblicato nel 2007, in cui è presente una postfazione di Giorgio Galli.
È stato anche regista, sceneggiatore e produttore di diversi documentari. Hanno collaborato con lui per i progetti audiovisivi: Raffaele Panico, Francesco Dominedò. Nella primavera del 2007 in America del Sud insieme all'aiuto regia Dominedò gira due documentari destinati ai canali nazionali tv: Hitler in Argentina sulla presunta fuga di Hitler in Sud America e L’Acqua sull’importanza dell’acqua e sul suo sfruttamento economico.
Con Raffaele Panico ha collaborato anche per alcune ricerche e pubblicazioni storiche. 
Il Professore è stato intervistatore, riuscendo ad avvicinare personaggi del calibro di: Leon Degrelle, il banchiere François Genoud, da Miguel Serrano, Hora Sima, Augusto Pinochet ed Heinrich Harrer, Licio Gelli, Alexandre Dughin, Michel Aoun, Simon Wiesenthal, Giulio Andreotti, Francesco Cossiga, Bettino Craxi (L'ultima intervista pubblicata nel 2010).
Nel 2013 ha scritto, insieme a Luigi Pruneti, il saggio Massoneria rivelata. Storie, leggende e segreti. 
Ha scritto per diverse testate giornalistiche nazionali ed estere: Corriere della sera, Il fatto quotidiano, l’Unità, Il Tempo, Panorama, L’Espresso, Le Monde. Tra i suoi articoli più importanti: Licio Gelli: "La P2 non c'entra con la morte di Moro", in Il Tempo, del 20 ottobre 2008.
É morto a Roma il 18 gennaio 2017.

## Pubblicazioni

### Saggistica
- (IT) Federico Zeri e Marco Dolcetta, Bronzino. Allegoria del trionfo di Venere (testi basati sui colloqui fra) Cento dipinti, Milano, Rizzoli-Rcs Libri, 1998.
- (IT) Politica occulta. Logge, lobbies, sette e politiche trasversali nel mondo, collana Contatti, Castelvecchi, 1998,  p. 158, ISBN 9788882101008.
- (EN) Federico Zeri, Marco Dolcetta e Susan White, Raphael: School of Athens (One Hundred Paintings Series), NDE Pub., 1999,  p. 48, ISBN 9781553210030.
- (EN) Federico Zeri, Marco Dolcetta e Susan White, Cezanne: Mont Sainte-Victoire (One Hundred Paintings Series), NDE Pub., 2000,  p. 48, ISBN 9781553210191.
- (EN) Federico Zeri, Marco Dolcetta e Susan White, Matisse: La Danse (One Hundred Paintings Series), NDE Pub., 2000,  p. 48, ISBN 9781553210108.
- (EN) Federico Zeri, Marco Dolcetta e Susan White, Dali: The Persistence of Memory(One Hundred Paintings Series), NDE Pub., 2000,  p. 48, ISBN 9781553210047.
- (EN) Federico Zeri, Marco Dolcetta e Susan White, Munch: The Scream (One Hundred Paintings Series), NDE Pub., 2000,  p. 48, ISBN 9781553210153.
- (EN) Federico Zeri, Marco Dolcetta e Susan White, Rembrandt: Supper at Emmaus(One Hundred Paintings Series), NDE Pub., 2000,  p. 48, ISBN 9781553210016.
- (EN) Federico Zeri, Marco Dolcetta e Susan White, Poussin: The Triumph of Flora(One Hundred Paintings Series), NDE Pub., 2000,  p. 48, ISBN 9781553210238.
- (EN) Federico Zeri, Marco Dolcetta e Susan White, Rubens: Garden of Love(One Hundred Paintings Series), NDE Pub., 2000,  p. 48, ISBN 9781553210061.
- (EN) Federico Zeri, Marco Dolcetta e Susan White, Titian: Sacred and Profane Love (One Hundred Paintings Series), NDE Pub., 2000,  p. 48, ISBN 9781553210115.
- (EN) Federico Zeri, Marco Dolcetta e Susan White, Botticelli: Allegory of Spring(One Hundred Paintings Series), NDE Pub., 2000,  p. 48, ISBN 9781553210146.
- (EN) Federico Zeri, Marco Dolcetta e Susan White, Klimt: Judith I (One Hundred Paintings Series), NDE Pub., 2000,  p. 48, ISBN 9781553210139.
- (EN) Federico Zeri, Marco Dolcetta e Susan White, Watteau: The Embarkment for Cythera (One Hundred Paintings Series), NDE Pub., 2000,  p. 48, ISBN 9781553210184.
- (EN) Federico Zeri, Marco Dolcetta e Susan White, Kandinsky: The First Abstract Watercolour Painting  (One Hundred Paintings Series), NDE Pub., 2000, ISBN 9781553210078.
- (EN) Federico Zeri, Marco Dolcetta e Susan White, Chagall: The Falling Angel (One Hundred Paintings Series), NDE Pub., 2000,  p. 48, ISBN 9781553210092.
- (EN) Federico Zeri, Marco Dolcetta e Susan White, Vermeer: The Astronomer (One Hundred Paintings Series), NDE Pub., 2000,  p. 48, ISBN 9781553210122.
- (EN) Federico Zeri, Marco Dolcetta e Susan White, Van Gogh: Starry Night (One Hundred Paintings Series), NDE Pub., 2000,  p. 48, ISBN 9781553210023.
- (EN) Federico Zeri, Marco Dolcetta e Susan White, Redon: Cyclops (One Hundred Paintings Series), NDE Pub., 2000,  p. 48, ISBN 9781553210290.
- (EN) Federico Zeri, Marco Dolcetta e Susan White, Toulouse-Lautrec: At the Moulin Rouge (One Hundred Paintings Series), NDE Pub., 2000, ISBN 9781553210177.
- (EN) Federico Zeri, Marco Dolcetta e Susan White, Pontormo: The Deposition (One Hundred Paintings Series), NDE Pub., 2000,  p. 48, ISBN 9781553210160.
- (EN) Federico Zeri, Marco Dolcetta e Susan White, Leonardo: The Last Supper (One Hundred Paintings Series), NDE Pub., 2000,  p. 48, ISBN 9781553210009.
- (EN) Federico Zeri, Marco Dolcetta e Susan White, Bocklin: The Isle of the Dead (One Hundred Paintings Series), NDE Pub., 2000,  p. 48, ISBN 9781553210252.
- (EN) Federico Zeri, Marco Dolcetta e Susan White, Renoir: Moulin de la Galette (One Hundred Paintings Series), NDE Pub., 2000,  p. 48, ISBN 9781553210085.
- (EN) Federico Zeri, Marco Dolcetta e Susan White, Schiele: Self-Portrait with Hand on Cheek (One Hundred Paintings Series), NDE Pub., 2000,  p. 48, ISBN 9781553210221.
- (EN) Federico Zeri, Marco Dolcetta e Susan White, Manet: Le dejeuner sur l'herbe (One Hundred Paintings Series), NDE Pub., 2000,  p. 48, ISBN 9781553210054.
- (EN) Federico Zeri, Marco Dolcetta e Susan White, Bosch: The Garden of Earthly Delights (One Hundred Paintings Series), NDE Pub., 2000,  p. 48, ISBN 9781553210276.
- (EN) Federico Zeri, Marco Dolcetta e Susan White, Fuseli: Titania and Bottom with the Head of an Ass (One Hundred Paintings Series), NDE Pub., 2000,  p. 48, ISBN 9781553210245.
- (EN) Federico Zeri, Marco Dolcetta e Susan White, Arcimboldo: Spring (One Hundred Paintings Series), NDE Pub., 2000,  p. 48, ISBN 9781553210283.
- (EN) Federico Zeri, Marco Dolcetta e Susan White, Degas: The Dance Class (One Hundred Paintings Series), NDE Pub., 2000,  p. 48, ISBN 9781553210214.
- (EN) Federico Zeri, Marco Dolcetta e Susan White, Magritte: The Human Condition (One Hundred Paintings Series), NDE Pub., 2000,  p. 48, ISBN 9781553210207.
- (EN) Federico Zeri, Marco Dolcetta e Susan White, Modigliani: Reclining Nude (One Hundred Paintings Series), NDE Pub., 2000,  p. 48, ISBN 9781553210269.
- (IT) Nazionalsocialismo esoterico. Studi iniziatici e misticismo messianico nel regime hitleriano, Castelvecchi, 2002, ISBN 9788876150470.
- (IT) Politica occulta. Logge, lobbies, sette e politiche trasversali nel mondo, collana Contatti, Castelvecchi, seconda edizione, 2003,  p. 192, ISBN 9788882101008.
- (IT) Avanguardie del '900, collana Centominuti. Saggi, RAI-ERI, 2003,  p. 110, ISBN 9788839711700.
- (IT) Ezra Pound. Discorsi radiofonici 1941-1943, collana Centominuti, RAI-ERI, 2005,  p. 83, ISBN 9788839712455.
- (IT) Gli spettri del Quarto Reich. Le trame occulte del nazismo dal 1945 a oggi, collana Saggi, BUR Biblioteca Univ. Rizzoli, 2007, ISBN 9788817013635.
- (IT) L'indicibile. Biografia autorizzata di Licio Gelli, Aliberti, 2010,  p. 240, ISBN 9788874246588.
- (IT) Marco Dolcetta e Ilich Ramírez Sánchez, Carlos. Lo sciacallo, Aliberti, 2010,  p. 240, ISBN 9788874246571.
- (IT) Augusto Pinochet e Marco Dolcetta, Com'è profondo il male. La vita di Augusto Pinochet, Aliberti, 2010, ISBN 9788874246243.
- (IT) Bettino Craxi e Marco Dolcetta, L'ultima intervista, collana Saggi, Aliberti, 2010, ISBN 978-8874245901.
- (IT) Luigi Pruneti e Marco Dolcetta, La massoneria rivelata. Storie, leggende e segreti, collana I luoghi e la storia, Mondadori Electa, 2013, ISBN 9788837088804.
- (IT) Marco Dolcetta, Arrivo all'isola dei morti. Il fascino del quadro dei misteri, Wingsbert House, 2014,  p. 272, ISBN 9788898689439.

## Filmografia

### Regista e sceneggiatore
- Le gallerie dell'Acquedotto della Romagna, documentario (1991)
- Il Nazismo esoterico: mito, sacro, occulto, serie di documentari (1994)
- I Misteri del Comunismo, documentario (2005)
- I tabu della storia, serie di documentari (2005)
- Libano: una storia travagliata, documentario (2006)
- La corsa all'acqua in Patagonia, documentario (2006)
- Hitler in Argentina, documentario (2007)
- SS Internazionale, documentario (2016)

### Regista
- Michelangelo - Conoscere e capire l'arte, documentario, a cura di Federico Zeri (1992)